# Kanton Saucarí
Der Kanton Saucarí ist ein Gemeindebezirk im Departamento Oruro im südamerikanischen Anden-Staat Bolivien.

## Lage im Nahraum
Der Kanton (spanisch cantón) Saucarí ist einer von elf Kantonen des Municipios Toledo in der Provinz Saucarí. Er grenzt im Norden, Westen und Süden an die Provinz Carangas, im Südosten an den Kanton Collpahuma, im Osten an den Kanton Toledo und im Nordosten an den Kanton Challavito.
Der Kanton umfasst sechzehn Ortschaften, zentraler Ort des Kantons ist Alto Saucarí mit 211 Einwohnern (Volkszählung 2012) im südlichen Teil des Municipios. Die mittlere Höhe des Kantons ist 3800 m.

## Geographie
Der Kanton Saucarí liegt im östlichen Teil des bolivianischen Altiplano zwischen der Serranía de Huayllamarca im Westen und der Cordillera Azanaques im Osten, die wiederum Teil der bolivianischen Andengebirgskette der Cordillera Central ist.
Das Klima ist wegen der Äquatorlage ein typisches Tageszeitenklima und aufgrund der Höhenlage semiarid kühl und trocken. Die mittlere Durchschnittstemperatur der Region liegt bei etwa 10 °C (siehe Klimadiagramm Oruro), die Monatsdurchschnittswerte schwanken nur wenig zwischen 6 °C im Juni/Juli und knapp 14 °C im November/Dezember. Der Jahresniederschlag beträgt nur 400 mm, mit einer deutlichen Trockenzeit von Mai bis August mit Monatsniederschlägen unter 10 mm, und einer kurzen Feuchtezeit von Dezember bis März mit 60–85 mm Monatsniederschlag.

## Bevölkerung
Die Einwohnerzahl in dem Kanton ist in den letzten beiden Jahrzehnten auf das Achtfache angestiegen:
- 1992: 94 Einwohner (Volkszählung 1992)[1]
- 2001: 460 Einwohner (Volkszählung)[2]
- 2012: 730 Einwohner (Volkszählung)[3]

Die Bevölkerungsdichte des Municipio Toledo bei der Volkszählung 2012 betrug 3,4 Einwohner/km², die Lebenserwartung der Neugeborenen lag im Jahr 2001 bei 60,4 Jahren. 
Der Alphabetisierungsgrad bei den über 19-Jährigen im Municipio beträgt 78 Prozent, und zwar 93 Prozent bei Männern und 64 Prozent bei Frauen. (2001)
Die Region weist einen hohen Anteil an Aymara-Bevölkerung auf, im Municipio Toledo sprechen 69,2 % der Bevölkerung Aymara.